# Амман, Иоганн
Иога́нн Амман (нем. Johann Amman; 22 декабря 1707, Шаффхаузен, Швейцария — 4 декабря 1741, Санкт-Петербург) — врач и ботаник, член Лондонского королевского общества, в последние годы жизни (1733—1741) — профессор ботаники и натуральной истории в Академии наук и художеств в Санкт-Петербурге.

## Образование и карьера
Окончил медицинский факультет в Университете Лейдена (1727—1729). Доктор медицины (1729).
В 1730 году был приглашён лондонским врачом и натуралистом Гансом Слоаном, в то время президентом Лондонского королевского общества, заведовать его естественно-историческим кабинетом в Лондоне (1730—1733), в 1731 году был избран членом Лондонского королевского общества.
Приняв приглашение академика Г. Ф. Миллера, Амман переехал в Россию и заключил контракт с Петербургской Академией наук. Профессор ботаники и натуральной истории академии c 27 февраля 1733.
Основал ботанический сад Академии наук на Васильевском острове в Петербурге (1735), в 1736 году составил первый каталог растений его «Catalogus plantarum, quae in horto academico A. 1736 satae fuerunt» (остался в рукописи). Приводил в порядок Кабинет натуральной истории Академии наук в качестве штатного сотрудника; подготовил доклад в Конференции Академии наук (1735) о распределении тропических растений Кунсткамеры по системе французского ботаника Ж. Турнефора.
Подготовил к печати и содействовал изданию пятого тома главного труда первого профессора ботаники Академии наук Иоганна Христиана Буксбаума «Plantarum minus cognitarum centuria V complectens plantas circa Byzantium & in oriente observatas» (Растений малоизвестных пятая сотня, содержащая растения, наблюдавшиеся окрест Византии и на Востоке) (1733 и 1740).
Амман переписывался с П. Демидовым и доставлял ему семена растений для его ботанического сада.
Обширный гербарий учёного (4676 видов) и переписка были после его смерти приобретены Академией наук; описание гербария было дано Г. В. Стеллером в книге «Musei imperialis Petropolitani», изданной в 1745 году.

## Растения, якобы названные в честь Иоганна Аммана
Один из родов водных африканских растений семейства Дербенниковые (Lythraceae) носит имя Ammannia (Амманния). Некоторые авторы полагают, что этот род назван в честь Иоганна Аммана, однако название дано в честь его однофамильца — Пауля Амманна (нем. Paul Ammann, 1634—1691), директора медицинского сада в Лейпцигском университете и автора работы по флоре окрестностей Лейпцига.

## Труды
- Stirpium rariorum in Imperio Rutheno sponte provenientium icones et descriptiones / Collectae ab Joanne Ammano, M. D. Acad. Imper. scient. membro et botanices professore, Regiae Societatis Londinensis sodali; Instar supplementi ad Commentar. Acad. scient. Imper. Petropoli [St. Petersburg]: Ex Typographia Academiae scientiarum. 1739. [12] + 210 + [13] p., [34] tab.

Помимо этой сводки (285 видов) по растениям России, основанной на материалах сибирских экспедиций И. Гмелина и Д. Мессершмидта, а частью описанной по живым экземплярам, выращенным из семян в Ботаническом саду Академии наук, опубликовал ряд статей по ботанике в академическом журнале Commentarii academiae scientiarum imperialis Petropolitanae.
Ф. Ф. Брандт упоминал о рукописных сочинениях Аммана о змеях и редких сибирских животных.

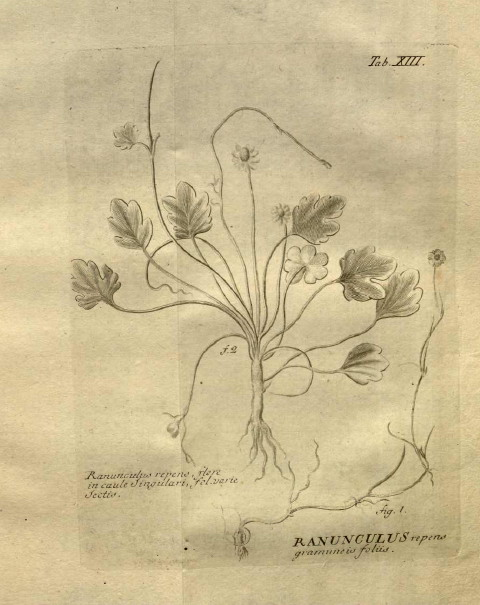
Лютик ползучий. Ботаническая иллюстрация из книги Stirpium rariorum … ab Ioanne Ammano.